# هانوفر 96
النادي الهانوفري الرياضي منذ عام 1896 (بالألمانية: Hannoversche Sportverein von 1896 e. V) هو نادي كرة قدم ألماني ينتمي لمدينة هانوفر شمال شرق ألمانيا. تأسس نادي هانوفر عام 1896، ومنذ ذلك الحين استطاع الفوز بلقب الدوري الألماني مرتين، كما حمل كأس ألمانيا لمرة واحدة. عندما تأسس نادي هانوفر، لم تكن كرة القدم ضمن أجندة مؤسسه فردناند فريك، حيث كانت ألعاب القوى والرجبي هي الرياضات الرئيسية، لكن كرة القدم وصلت النادي عام 1899 أي بعد 3 سنوات من إطلاقه.
لقب دوري الأول الذي حمله هانوفر كان عام 1938، حيث كسر احتكار شالكه الذي كان سيد الكرة الألمانية في تلك الفترة، قبل أن يعود ويكرر النجاح عام 1954.نادي هانوفر تعرض للحل بعد الحرب العالمية الثانية مثله مثل عديد الأندية والمؤسسات في ألمانيا، لكن النادي ونادٍ آخر في هانوفر قاموا بتأسيس فريق وواجهوا جنوداً بريطانيين، لينطلق النادي من جديد في نوفمبر 1945.وهناك علاقة عداوة ضارية بين هانوفر وأندية فولفسبورج وانتراخت براونشفيج.
هانوفر يتميز بأنه أول نادي في تاريخ كرة القدم الألمانية يفوز بلقب كأس ألمانيا وهو يلعب في الدرجة الثانية، حيث فعل ذلك عام 1992 هازماً بروسيا مونشنغلادباخ بركلات الترجيح.ورغم عدم وجود إنجازات رياضية لنادي هانوفر في العصر الحديث، لكن اسمه تصدر العناوين الإخبارية في 10-نوفمبر (تشرين ثاني) – 2009، وذلك عندما أقدم حارسه الدولي روبرت إنكه على الانتحار بوقوفه أمام قطار سريع، نتيجة اكتئاب عاشه بعد وفاة طفلته.
ملعب هانوفر يحمل اسم تجاري هو "أتش دي أي أرينا"منذ عام 2013، واسمه الأصلي هو "نيدرساكس"، ويستضيف هانوفر الفرق المنافسة فيه منذ عام 1954 علماً أنه يتسع لـ 49000 متفرجاً.
قدرات هانوفر المالية كانت دوماً عائقاً في طريق تحقيقه لإنجازات رياضية، فأغلى لاعب في تاريخ النادي على سبيل المثال كان مايك هانكه الذي اشتراه مقابل 5 ملايين يورو عام 2007 من منافسه فولفسبورج، حتى جاء عام 2014 وتعاقدوا مع خوسيلو من هوفينهايممقابل نفس المبلغ أيضاً.
في المواسم الأخيرة اعتاد هانوفر احتلال مركز متوسط في الدوري الألماني، لكن موسم 2010-2011 كان جيداً للغاية، حيث احتل المركز الرابع وتأهل للعب فيبطولة الدوري الأوروبي ليحقق أفضل إنجاز له بوصوله إلى دور الثمانية وخروجه أمام أتلتيكو مدريد، علماً أنه كان قد نجا من الهبوط بأعجوبة في الموسم السابق.
العودة للهبوط بعد 14 عاماًمنذ صعد هانوفر للدرجة الأولى في الدوري الألماني موسم 2002-2003، استطاع الفريق التعامل مع كل الظروف بنجاح حتى جاء الموسم الأصعب 2015-2016.
فرغم عدم وجود مؤشرات على هبوطه في الموسم، لاحتلاله الموسم السابق المركز 13، لكن خروج لاعبين مهمين مثل ستيندل (هداف الفريق الموسم الماضي) إلى بروسيا مونشنجلادباخ وخوسيلو إلى ستوك سيتي، ساهم بشكل واضح باهتزاز الفريق.
أداء سيء منذ بداية الموسم حتى نهايته، شهد خلالها سقوط هانوفر في 8 مباريات متتالية، كذلك إعلان هبوطه رسمياً قبل عدة جولات من نهاية الدوري، ولم ينفع أبدا إجراء إقالة المدربين، حيث تولى قيادة الفريق خلال الموسم 3 مدربين.
الهبوط جاء رسمياً، وجاء في المركز الأخير، ليعود هانوفر 14 عاماً إلى الوراء في وضع أقلق جماهيره على مستقبله.
صورة فريق هانوفر الذي هبطتاريخ مشاركات هانوفر في البطولات الأوروبية تاريخ هانوفر الأووربي متواضع، فهو نال شرف المشاركة في بطولات القارة 3 مرات فقط.
المرة الأولى كانت موسم 1992-1993 في بطولة أوروبا لأبطال الكأس، وخرج من الدور الأول أمام مواطنهفيردر بريمن بالخسارة 4-3 في المجموع (فاز 2-1 وخسر 1-3).
عاد هانوفر للمشاركة في بطولة الدوري الأوروبي موسم 2011-2012، ويومها تألق باجتيازه دور المجموعات، ثم الإطاحة بفريقين بلجيكيين في دور الـ 32 و16 على الترتيب، وهما كلوب بروج وستاندرد لييج، لكن قطاره توقف بالخسارة ذهاباً وإياباً أمام أتلتيكو مدريد 2-1 في المباراتين، ليخرج من دور الثمانية.
هانوفر شارك من جديد في الدوري الأوروبي موسم 2012-2013، لكنه هذه المرة توقف في دور الـ 32 بالخسارة أمام أنجي الداغستاني المشارك في الدوري الروسي، بالتعادل 1-1 ذهاباً والخسارة 1-3 إياباً.
مجمل مشاركات هانوفر تجعله شارك في أوروبا 28 مباراة، فاز بـ 15 لقاء وتعادل 8 مرات، وخسر في 5 مواجهات، كما أنه لم يخسر إلا مرة واحدة في ملعبه تلك التي كانت أمام أتلتيكو مدريد موسم 2011-2012

## سجل المدربين
| - روبرت فوكس (1 يوليو 1931 - 30 يونيو 1946) - فريتز بولسترل (أكتوبر 1946-47) - أوتو هوكسترمان (أغسطس 1947 - سبتمبر 1947) - روبرت فوكس (1 يوليو 1947 - 30 يونيو 1950) - كريستيان بيريتز (دولي) (ديسمبر 1950) - بول سلوبيانكا هوبي (يناير 1951–51) - إميل إيزو (1951–52) - هيلموت كرونسبين (1 يوليو 1952 - 30 يونيو 1957) - كونو كلوتزر (1957-1958) - فريتز سيلكين (1958-59) - غونتر غروثكوب (1959 - 61 ديسمبر) - هانيس كيرك (31 ديسمبر 1961 - 31 مارس 1962) - هاينز لوكاس (1 يوليو 1962 - 30 يونيو 1963) - هيلموت كرونسبين (1 يوليو 1963 - 29 أبريل 1966) - هانيس كيرك (دولي) (29 أبريل 1966 - 29 مايو 1966) - هورست بوتز (1 يوليو 1966 - 12 أغسطس 1968) - كارل هاين مولهاوزن (دولي) (13 فبراير 1968 - 30 يونيو 1968) - زلاتكو تشايكوفسكي (1 يوليو 1968 - 8 ديسمبر 1969) - رولف بايتز (دولي) (ديسمبر 1969) - هانز بيلز (2 يناير 1970-30 يونيو 1970) - هيلموث جوهانسن (1 يوليو 1970 - 13 نوفمبر 1971) - هانز هيب (18 نوفمبر 1971 - 1 مارس 1973) - هانيس بالدوف (5 مارس 1973-12 مارس 1974) - هيلموت كرونسبين (13 مارس 1974 - 14 يناير 1976) - هانيس بالدوف (15 يناير 1976 - 13 ديسمبر 1976) - هيلموت كرونسبين (1 يناير 1977 - 30 يونيو 1978) - أنطون بورغهارت (1 يوليو 1978 - 30 يونيو 1979) - ديثيلم فيرنر (1 يوليو 1979-14 ديسمبر 1982) - غيرد بونساك (10 ديسمبر 1982 - 24 أكتوبر 1983) - فيرنر بيسكوب (25 أكتوبر 1983 - 21 نوفمبر 1985) - يورغن رينيو (دولي) (22 نوفمبر 1985 - 12 يناير 1986) - يورغ بيرغر (13 يناير 1986 - 17 مارس 1986) - هيلموت كالثوف (18 مارس 1986 - 30 يونيو 1986) - يورغن واهلينج (1 يوليو 1986-19 سبتمبر 1988) - هانز سيمنزماير (19 سبتمبر 1988 - 21 مارس 1989) | - راينهارد سافتيج (22 مارس 1989 - 30 يونيو 1989) - سلوبودان شنديتش (1 يوليو 1989 - 31 أغسطس 1989) - مايكل كروجر (13 سبتمبر 1989-30 سبتمبر 1990) - هانز ديتر شميدت (دولي) (1990) - مايكل لوركوسكي (17 أكتوبر 1990 - 30 يونيو 1992) - فوغل وبلداوف (1 تموز / يوليه 1992 - 8 تشرين الثاني / نوفمبر 1993) - رولف سكافستال (9 نوفمبر 1993 - 30 أكتوبر 1994) - ستيفان ميرتساكر (دولي) (31 أكتوبر 1994 - 6 نوفمبر 1994) - بيتر نيورورر (7 نوفمبر 1994 - 30 مايو 1995) - Miloš Đelmaš (int.) (31 مايو 1995 - 18 يونيو 1995) - Egon Coordes (1 يوليو 1995-25 مارس 1996) - يورغن ستوفريجن (26 مارس 1996 - 30 يونيو 1996) - رينهولد فانز (1 يوليو 1996 - 21 ديسمبر 1998) - فرانز جيربر (1 يناير 1999 - 30 يونيو 1999) - برانكو إيفانكوفيتش (1 تموز / يوليه 1999 - 20 شباط / فبراير 2000) - هورست إيرمانتراوت (21 فبراير 2000 - 23 أبريل 2001) - ستانيسلاف ليفو (دولي) (24 أبريل 2001-30 يونيو 2001) - رانجنيك اند ام سلومكا (1 تموز / يوليو 2001 - 7 آذار / مارس 2004) - إي لينين آند إم فرونتسيك (9 آذار / مارس 2004 - 9 تشرين الثاني / نوفمبر 2005) - بيتر نيورورر (9 نوفمبر 2005 - 30 أغسطس 2006) - مايكل شجونبيرج (1 سبتمبر 2006 - 7 سبتمبر 2006) - ديتر هيكينج (8 سبتمبر 2006-19 أغسطس 2009) - أندرياس بيرجمان (20 أغسطس 2009 - 19 يناير 2010) - ميركو سلومكا (19 يناير 2010-27 ديسمبر 2013) - طيفون كوركوت (31 ديسمبر 2013 - 20 أبريل 2015) - مايكل فرونتزيك (20 أبريل 2015-21 ديسمبر 2015) - توماس شاف (4 يناير 2016 - 3 أبريل 2016) - دانيال ستيندل (3 أبريل 2016 - 20 مارس 2017) - أندريه بريتينريتر (20 مارس 2017-27 يناير 2019) - توماس دول (27 يناير 2019-30 يونيو 2019) - ميركو سلومكا (1 يوليو 2019 - 3 نوفمبر 2019) - آصف شريتش (دولي) (4 نوفمبر 2019-14 نوفمبر 2019) - كينان كوتشاك (14 نوفمبر 2019-30 يونيو 2021) - جان زيمرمان (1 يوليو 2021 - 29 نوفمبر 2021) - كريستوف دابروفسكي (1 ديسمبر 2021 - 30 يونيو 2022) - ستيفان ليتل (1 يوليو 2022 - حتى الآن) |

## تاريخ شعار النادي

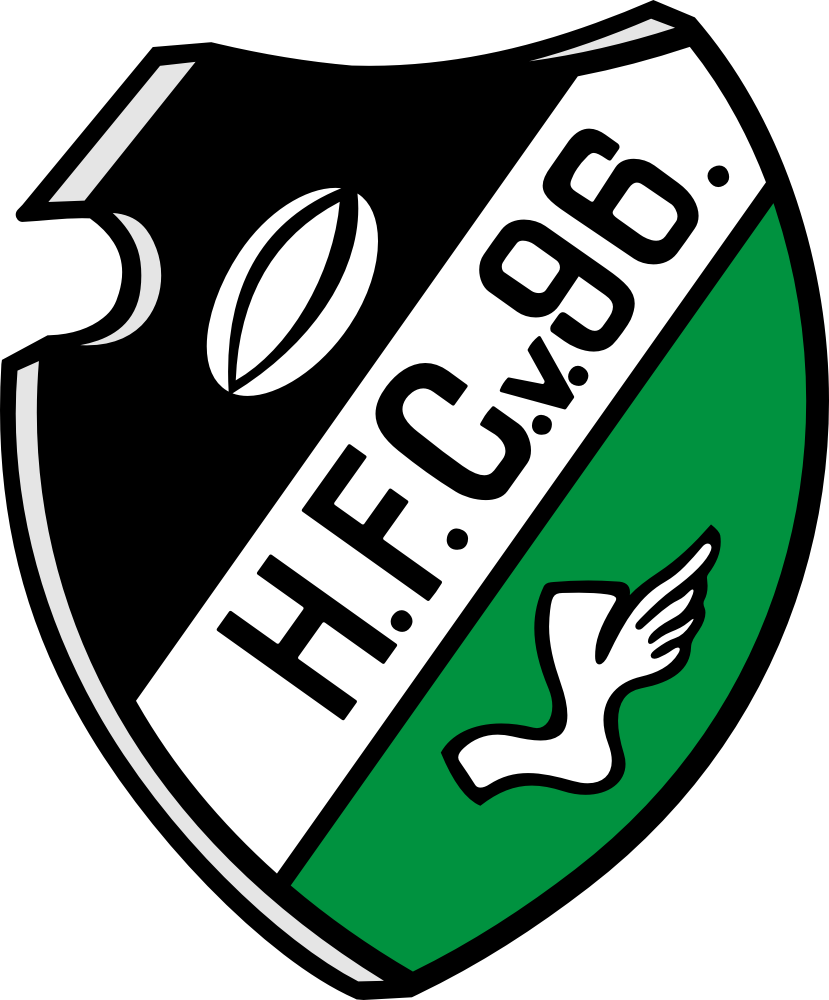
1896–1905
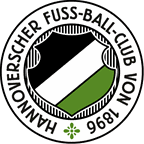
1905–1913
1913–1962
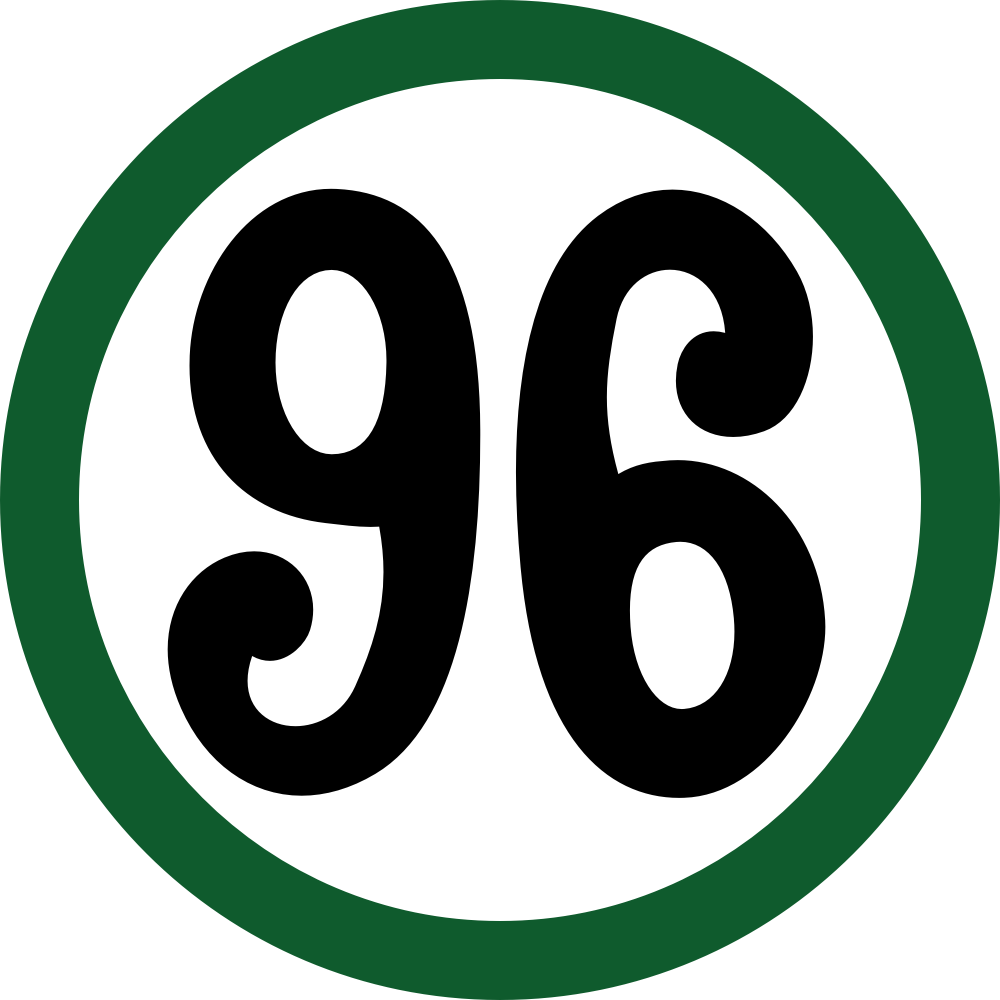
1962–1968
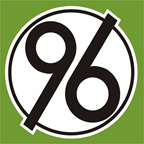
1968–1974
1974–1987
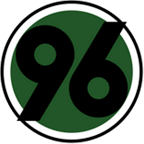
1987–1992
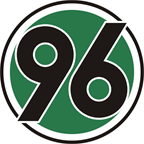
1992–1999
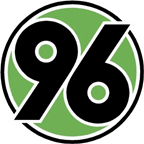
1999–2003
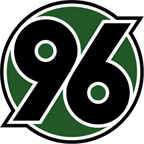
2003–2005
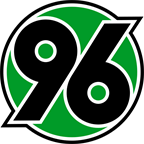
2005–2007
الشعار الحالي للنادي

## روابط إضافية
- Official team site
- Official team site (in English)
- Fan magazine
- Abseits Guide to German Soccer
- Hannover statistics
- AWD Arena
- Fan Club Portal (in German)